# Carlos Monforte
Carlos Américo Aguiar Monforte (Santos, 3 de julho de 1949) é um jornalista brasileiro. Formou-se em jornalismo pela Universidade Católica de Santos.

## Biografia
Monforte iniciou sua carreira como jornalista em sua cidade natal, no jornal A Tribuna, no início da década de 1970. Mudou-se para o jornal O Estado de S. Paulo pouco tempo depois.
Em 1978, passa a trabalhar na televisão, como repórter da Rede Globo paulista, tornando-se âncora do Bom Dia São Paulo em 1981. Em 1983, torna-se o primeiro apresentador do Bom Dia Brasil, então gerado em Brasília, onde fica até 1992, quando torna-se repórter especial do Jornal da Globo. No período que ficou afastado foi assessor do departamento de comunicação da CNI.
Em 1994, uma conversa sua com o então ministro da Fazenda Rubens Ricupero, durante os preparativos para uma entrada ao vivo no Jornal da Globo, na qual o ministro falava de maneira jocosa sobre assuntos altamente comprometedores foi captada pelas antenas parabólicas sintonizadas no canal privativo da Embratel. Ricupero se demitiu do cargo no dia seguinte, e Monforte ficou por certo tempo nos bastidores da Globo.
No final dos anos 90 foi editor e apresentador do Bom Dia DF da TV Globo Brasília.
Volta a participar do Bom Dia Brasil e do Jornal da Globo, até 2001, quando tornou-se coordenador e apresentador da Globonews em Brasília.
Em 23 de dezembro de 2016, Carlos anuncia sua saída da Globo após 36 anos.

## Carreira
| Ano       | Nome              | Função       | Emissora           |
| --------- | ----------------- | ------------ | ------------------ |
| 1978-1982 | Jornal Nacional   | Repórter     | TV Globo           |
| 1982-1983 | Bom Dia São Paulo | Apresentador | TV Globo São Paulo |
| 1983-1991 | Bom Dia Brasil    | Apresentador | TV Globo           |
| 1991-1996 | Jornal da Globo   | Repórter     | TV Globo           |
| 1996-2001 | Bom Dia DF        | Apresentador | TV Globo Brasília  |
| 1996-2001 | Bom Dia Brasil    | Apresentador | TV Globo           |
| 2001-2016 | Jornal das Dez    | Apresentador | GloboNews          |